# Stazione di Trieste Aquilinia
La stazione di Trieste Aquilinia, già stazione di Trieste Zaule, è una stazione ferroviaria di Trieste. Si trova al km 6+071 della ferrovia Trieste Campo Marzio-Trieste Aquilinia di Rete Ferroviaria Italiana (RFI). 

## Storia
La stazione nacque nel 1936 contestualmente al prolungamento della "linea bassa" proveniente da Trieste Campo Marzio, da Trieste Servola a Trieste Zaule, a servizio della zona industriale Sud; nel 1939 cambiò nome in Trieste Aquilinia. Il tracciato sfruttava parte della sede della dismessa Parenzana a scartamento ridotto. Nel 1962 la vecchia stazione di Trieste Aquilinia del 1936 venne soppressa e sostituita da un'altra, omonima, arretrata verso Trieste Servola. il tratto di binario rimase come raccordo industriale.
In atto non svolge alcun servizio viaggiatori.

## Strutture e impianti
L'impianto è stato previsto ed utilizzato per il solo traffico merci, i deviatoi sono assicurati con chiavi numerate. Il segnalamento di protezione è costituito da un segnale di attenzione posto 160 m prima dello scambio di ingresso.
Dalla stazione si dipartono numerosi raccordi industriali, tutti in disuso (ogni servizio commerciale è cessato dal 2014). La stazione viene saltuariamente utilizzata per depositare carri o mezzi di servizio. È stato programmato il ripristino di due raccordi, uno al servizio dell'area ex Wärtsilä destinata a retroporto e l'altro per l'area ex Aquila che dovrebbe diventare una piattaforma portuale.
In ogni caso si ipotizza di utilizzare la stazione, che può ospitare treni da 750 metri, anche a supporto degli sperati traffici futuri generati della "piattaforma logistica" in fase di ultimazione presso Servola.

## Movimento
La stazione è disabilitata dal servizio.